# 埃斯帕達山脈

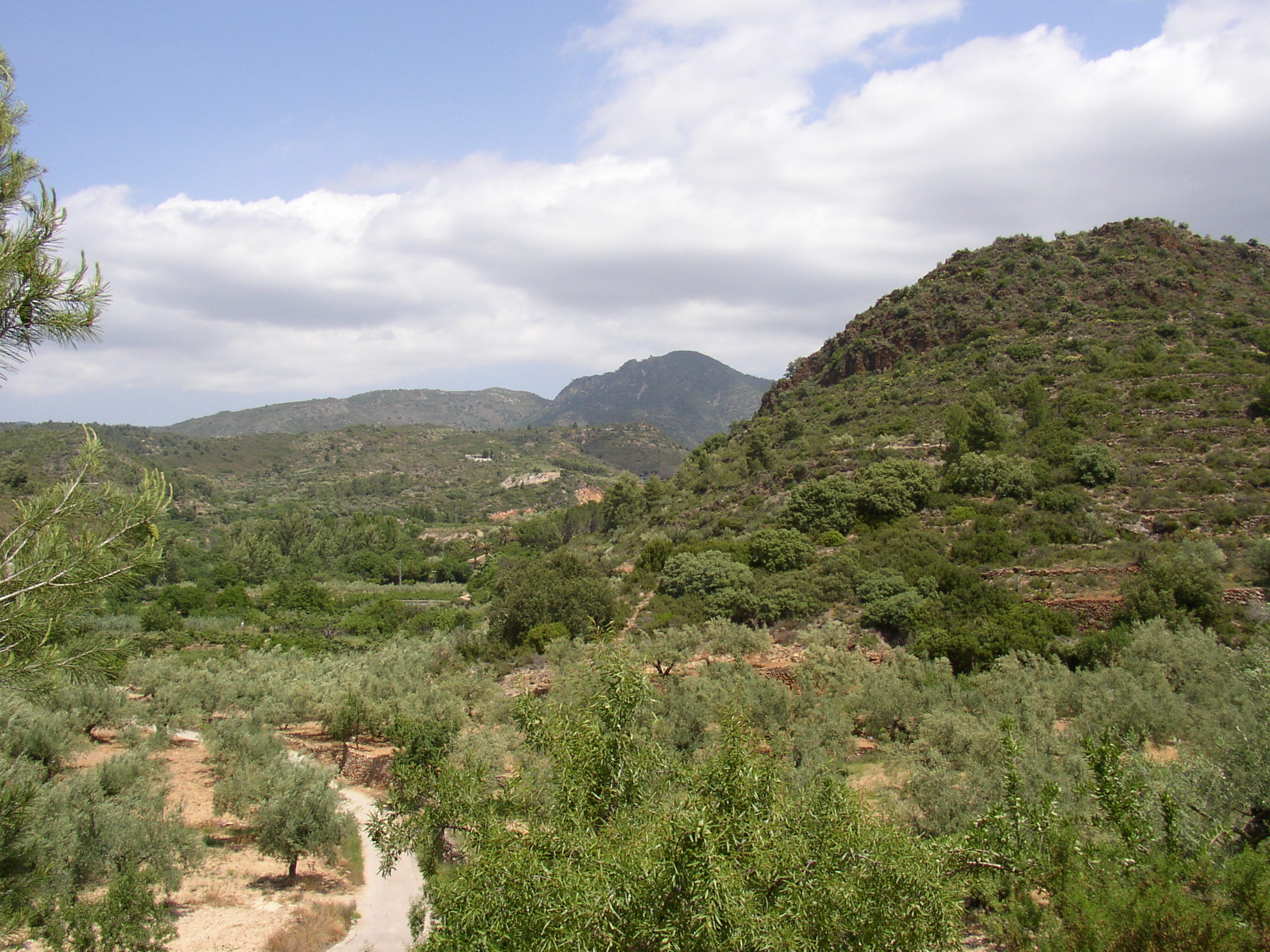

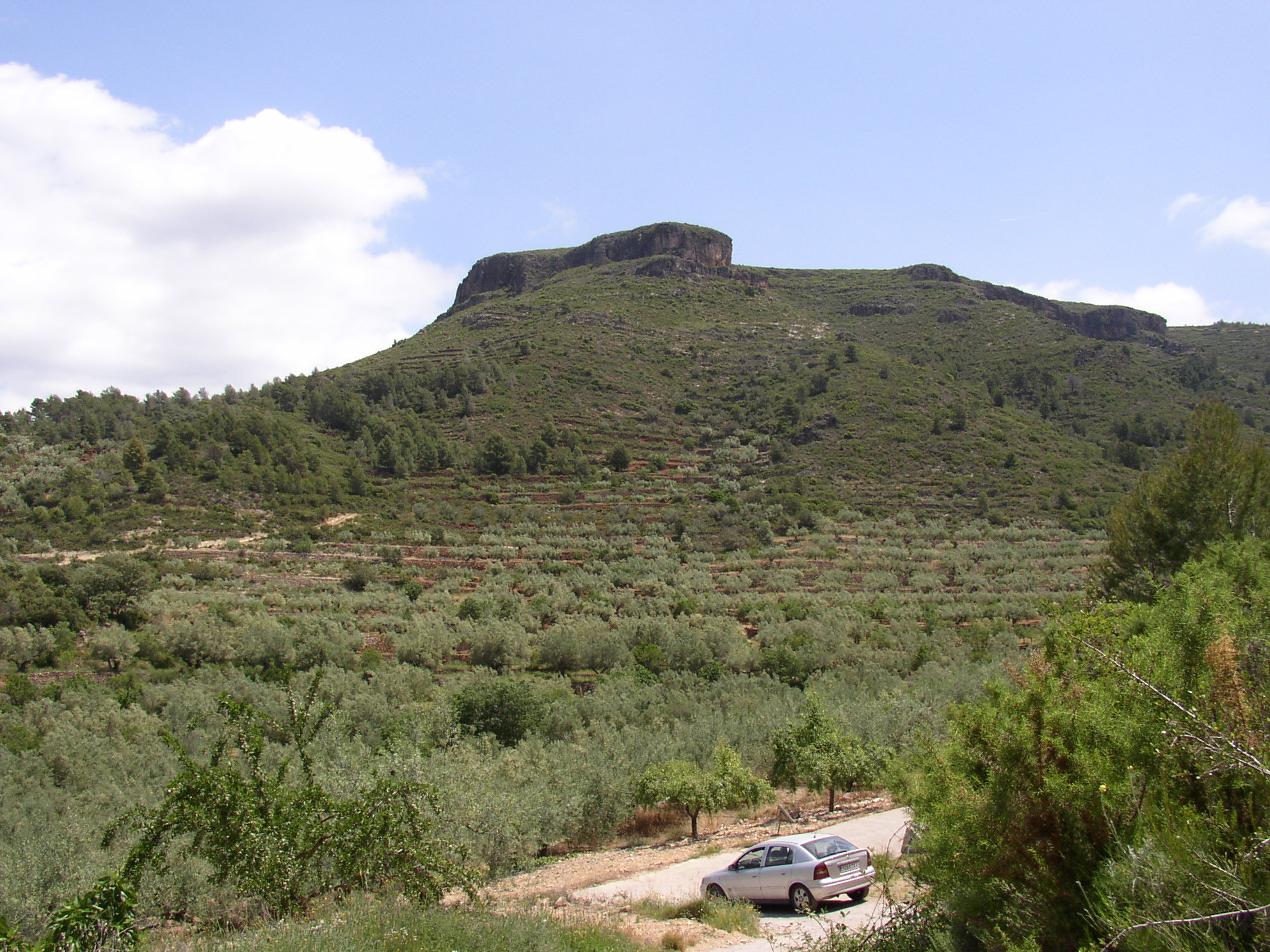

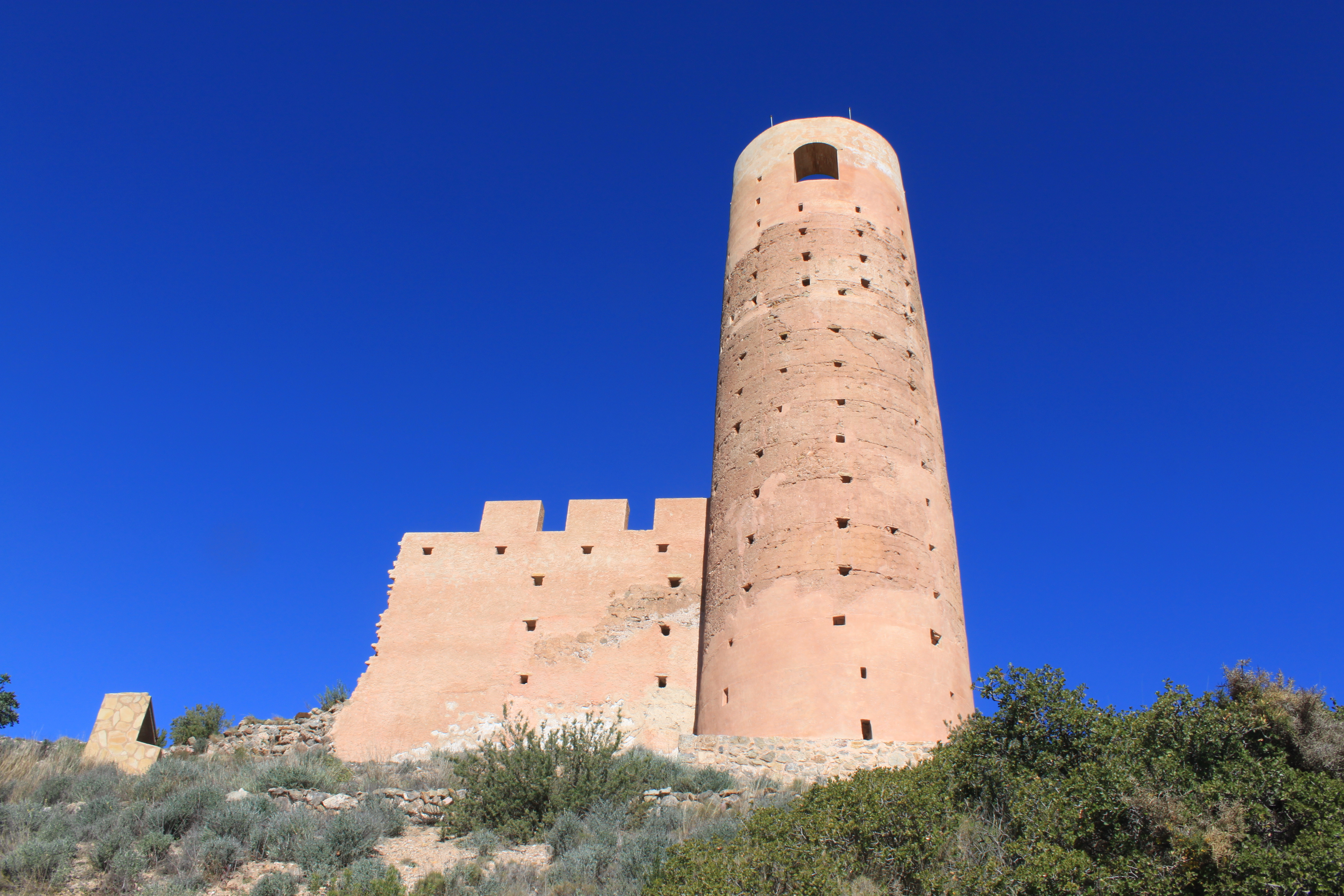

39°52′0″N 0°17′30″W / 39.86667°N 0.29167°W
埃斯帕達山脈（西班牙語：Sierra de Espadán），是西班牙的山脈，位於卡斯迪隆省，處於卡爾德羅納山脈以北25公里，屬於伊比利亞山脈的一部分，長51公里，最高點海拔高度1,106米。